# آپولون پاتراس
آپولون پاتراس (انگلیسی: Apollon Patras) یک باشگاه چندمنظوره ورزشی مستقر در پاتراس، یونان است. این باشگاه در رشته‌های فوتبال، بسکتبال، تنیس روی میز و والیبال فعالیت دارد. این باشگاه به افتخار خدای باستانی یونان، آپولون، نامگذاری شده و رنگ‌های تیم آن سیاه و سفید است.

## تاریخچه
این باشگاه در سال ۱۹۲۶ در محله پروسفیگیکا تأسیس شد. تیم فوتبال این باشگاه وارد لیگ فوتبال آکایا (Achaea FCA) شد و مسابقات زیادی را با تیم‌های پاناخایکی، APS المپیاکوس، پاتریکوس و تیلا انجام داد. زمین بازی تیم در آن زمان، ورزشگاه المپیاکوس پاتراس بود که امروزه به عنوان ورزشگاه پروسفیگیکا شناخته می‌شود.
تیم فوتبال بعدها منحل شد و امروز آپولون بیشتر به عنوان یک تیم بسکتبال شناخته می‌شود به نام K.A.E. Apollon Patras. این تیم عضو منظم سطح بالای لیگ بسکتبال یونان (Greek Basket League) است و در مسابقات ساپورتا کاپ (۱۹۹۷، ۱۹۹۸) و کوراچ کاپ (۱۹۹۹) شرکت کرده است. این تیم در فینال جام حذفی یونان ۱۹۹۷ بازی کرد و با نتیجه ۷۸–۸۰ به المپیاکوس باخت.

## افتخارات

### بسکتبال

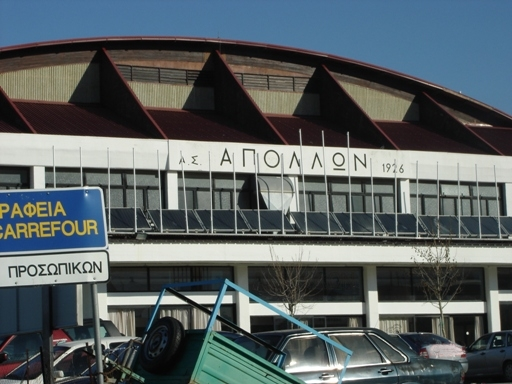
سالن داخلی آپولون پاتراس

#### تیم مردان
- حضور در لیگ برتر (بسکت لیگ): ۳۲ بار (۱۹۷۲، ۱۹۷۴، ۱۹۷۷، ۱۹۷۸، ۱۹۸۰، ۱۹۸۱، ۱۹۸۲، ۱۹۸۳، ۱۹۸۴، ۱۹۸۵، ۱۹۸۶، ۱۹۸۷، ۱۹۸۸، ۱۹۸۹، ۱۹۹۰، ۱۹۹۱، ۱۹۹۳، ۱۹۹۴، ۱۹۹۵، ۱۹۹۶، ۱۹۹۷، ۱۹۹۸، ۱۹۹۹، ۲۰۰۴، ۲۰۰۵، ۲۰۰۶، ۲۰۰۷، ۲۰۱۳، ۲۰۱۴، ۲۰۱۵، ۲۰۱۶، ۲۰۱۷)
- عناوین دسته‌ای: ۵ بار
  - لیگ A2 بسکتبال یونان: ۳ بار (۱۹۹۲، ۲۰۰۳، ۲۰۲۱)
  - لیگ B بسکتبال یونان: ۲ بار (۱۹۷۶، ۱۹۷۹)
- عناوین محلی: ۴ بار
  - قهرمانی‌های منطقه‌ای آکایا: ۴ بار (۱۹۵۶، ۱۹۵۸، ۱۹۷۱، ۱۹۷۳)[۱]
- افتخارات یونان:
  - نایب قهرمانی جام حذفی یونان: ۲ بار (۱۹۹۷، ۲۰۱۵)
- افتخارات اروپایی:
  - ساپورته کاپ: مرحله یک‌هشتم نهایی، ۱۹۹۷
  - ساپورته کاپ: مرحله یک‌سی‌ودوم نهایی، ۱۹۹۸
  - کوراچ کاپ: مرحله یک‌هشتم نهایی، ۱۹۹۹

#### تیم زنان
- قهرمانی منطقه‌ای آخا: ۳ بار (۱۹۹۸، ۲۰۰۶، ۲۰۰۷)

### والیبال

#### تیم مردان
- قهرمانی منطقه‌ای آکایا: ۳ بار (۱۹۹۸، ۲۰۰۵، ۲۰۰۷)
- حضور در دسته دوم ملی: ۲۰۰۱، ۲۰۰۲
- حضور در دسته سوم ملی: ۲۰۰۴، ۲۰۰۶

#### تیم زنان
- قهرمانی منطقه‌ای آکایا: ۲ بار (۲۰۰۷، ۲۰۰۸)
- حضور در دسته دوم ملی: ۲۰۰۱، ۲۰۰۲

### فوتبال
- قهرمانی منطقه‌ای آکایا: ۳ بار (۱۹۴۵، ۱۹۴۶، ۱۹۴۸)
- حضور در دسته سوم فوتبال یونان (جنوب): ۱۹۶۷، ۱۹۷۶

### تنیس روی میز
- این باشگاه در رقابت‌های تنیس روی میز شرکت می‌کند و در سال ۱۹۷۴ مقام چهارم را کسب کرد.
- ورزشکارانی مانند دیمیتریوس زیکوس، جورجوس گلاراکیس، گراسیموس روسوپولوس و اسپایروس کالوگریوپولوس از اعضای این باشگاه بودند.
- روسوپولوس عضو تیمی بود که در سال ۱۹۷۱ قهرمان مسابقات جوانان اتمی یونان شد و در سال‌های ۱۹۷۲ و ۱۹۷۳ مقام دوم را کسب کرد.
- در سال ۱۹۶۹، همراه با اسپایروس کالوگریوپولوس، قهرمان مسابقات دوبل کودکان یونان به عنوان ورزشکاران اسپورتینگ پاتراس شدند.[۲]

## نگارخانه

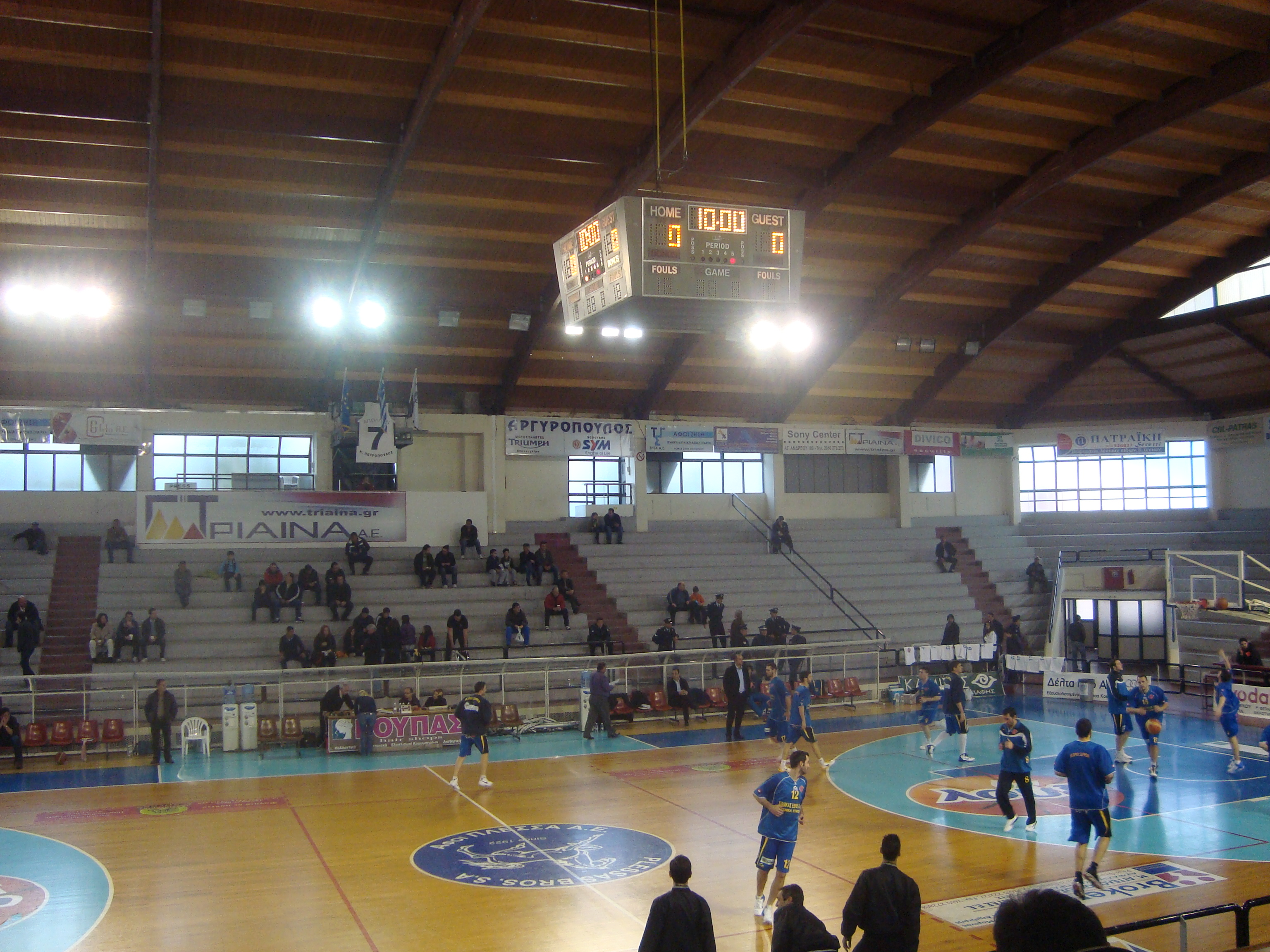
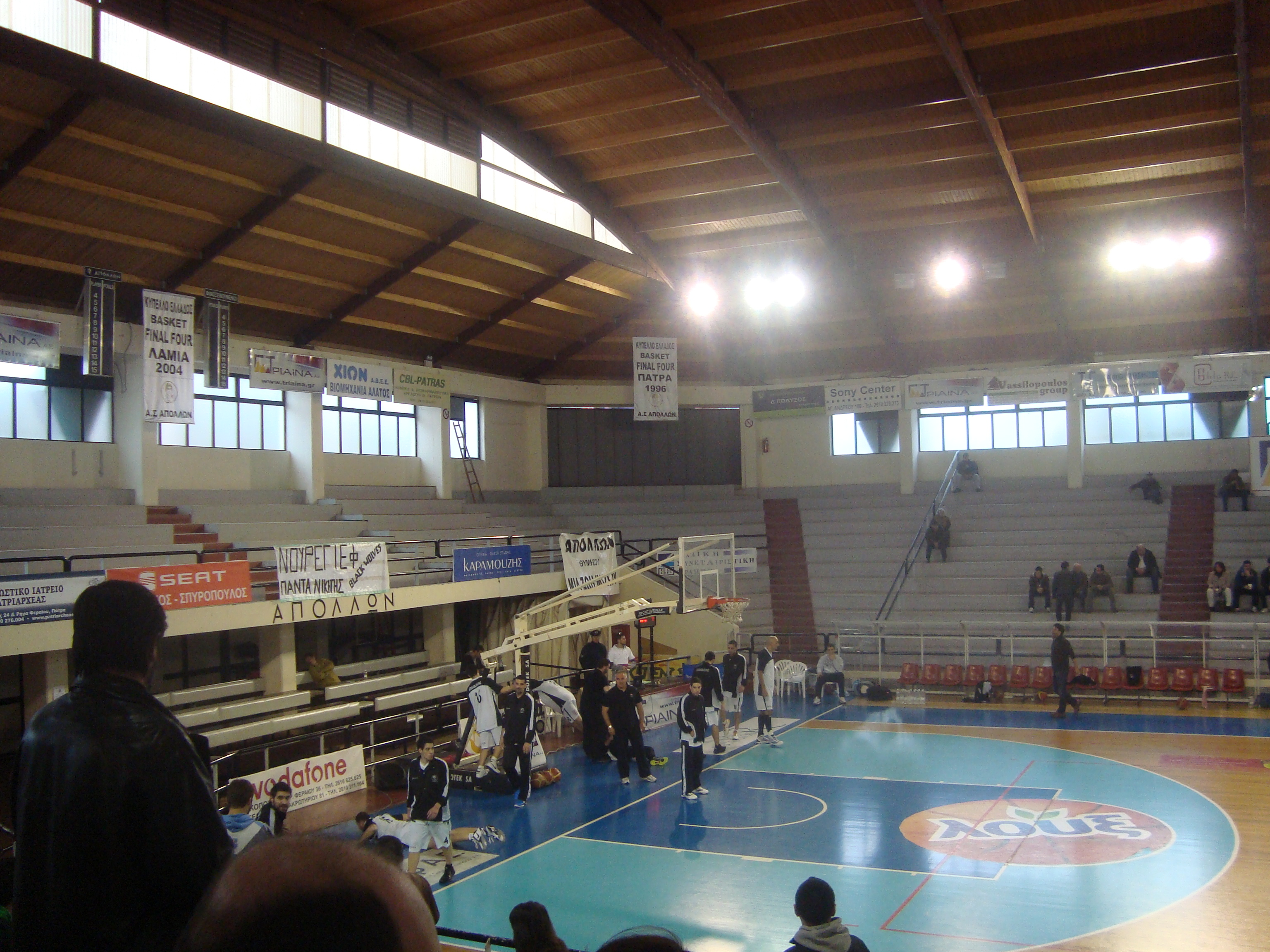
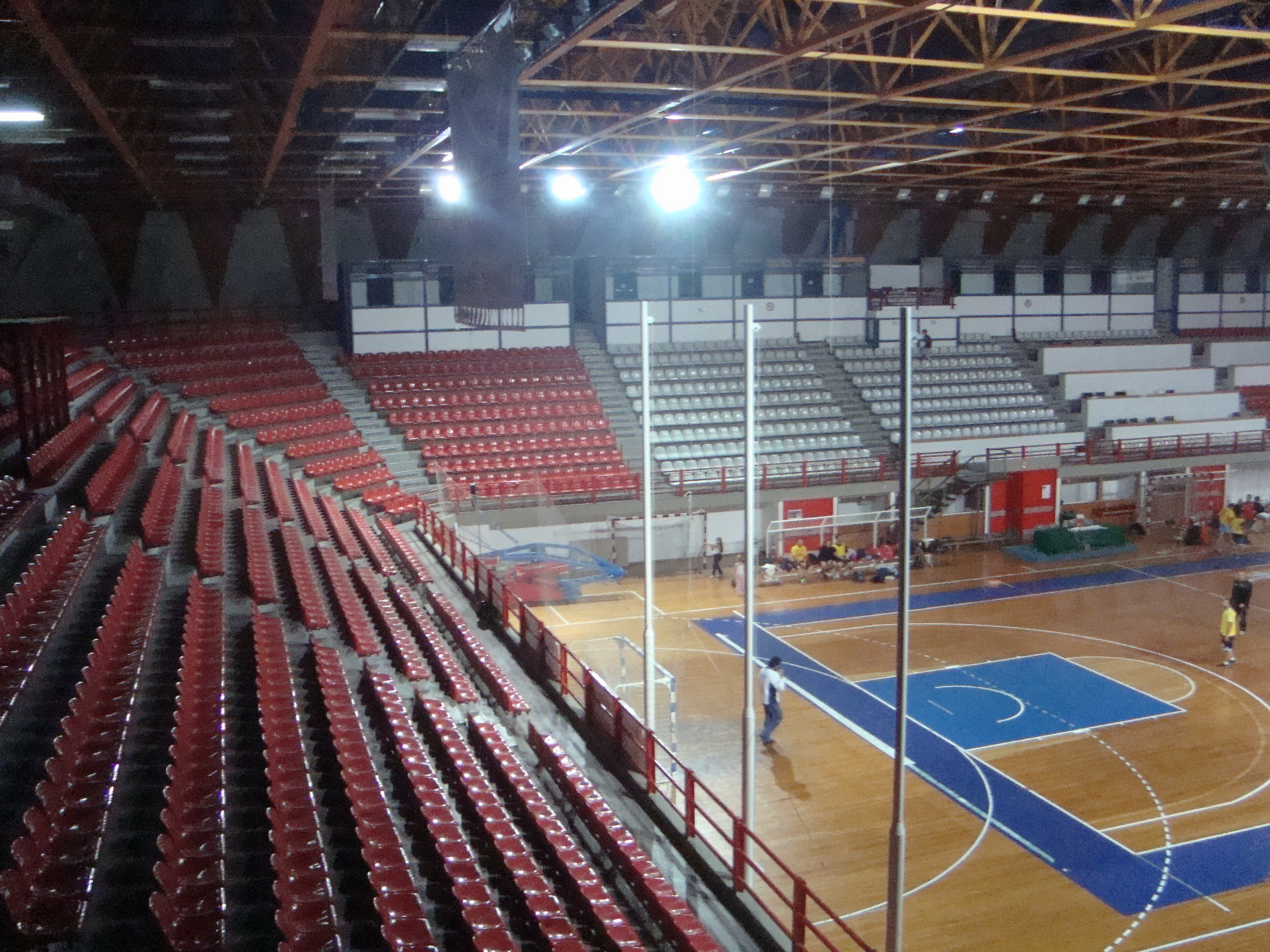
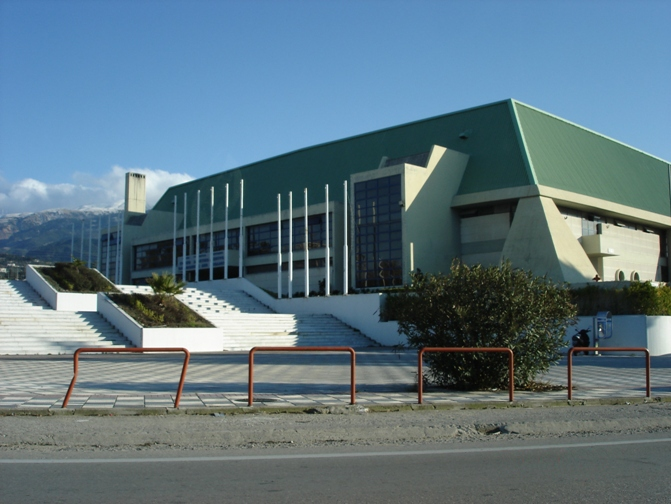
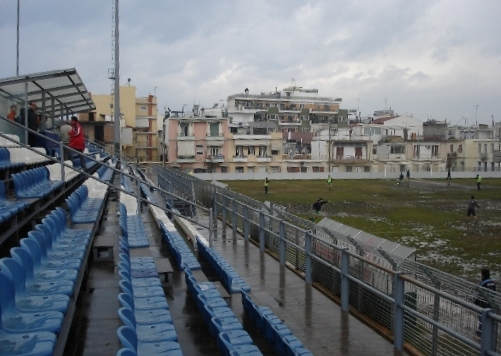
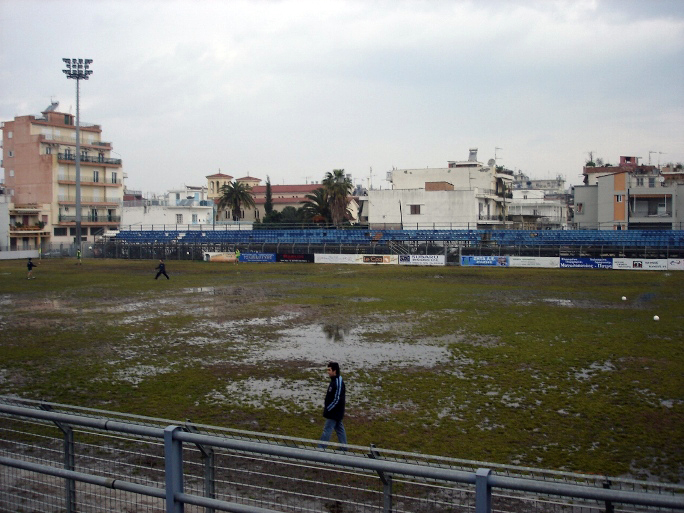